# Orogenesi cimmeriana

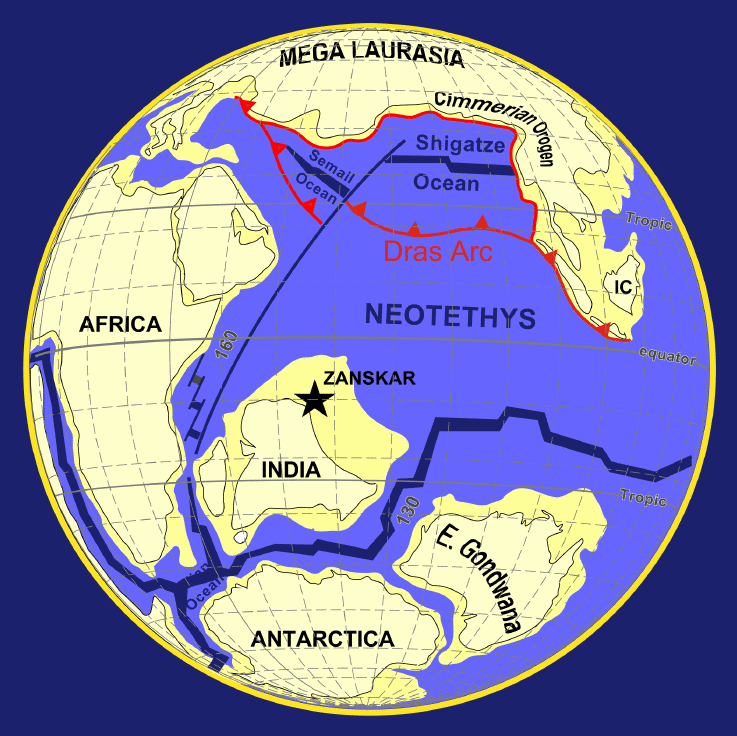
Circa 100 milioni di anni fa il paleocontinente Cimmeria entrò in collisione con i blocchi continentali della Cina del Nord e del Sud, chiudendo così l'oceano Paleotetide che si estendeva in mezzo a loro e dando luogo a una formazione di montagne.

L'orogenesi cimmeriana fu un evento orogenetico che diede luogo alla formazione di alcune catene montuose che ora si trovano nell'Asia centrale.
Nelle sequenze orogenetiche, l'orogenesi cimmeriana fu preceduta dall'orogenesi ercinica e seguita dall'orogenesi alpina.

## Caratteristiche
Si ritiene che questa orogenesi abbia avuto inizio tra 200 e 150 milioni di anni fa (perlopiù durante il Giurassico), quando il paleocontinente Cimmeria entrò in collisione con la costa meridionale della Kazakhstania, del continente della Cina del Nord e della Cina del Sud, provocando la chiusura dell'antico oceano Paleotetide che si estendeva in mezzo a loro. La placca tettonica era costituita dalle odierne Turchia, Iran, Tibet e dalla parte occidentale dell'Asia.
La maggior parte del margine settentrionale della placca diede luogo alla formazione di montagne che erano alte come l'odierna Himalaya. 
Il processo orogenetico continuò nel Cretacico e nella prima parte del Cenozoico.